# Jan Santaló i Lloret
Jan Santaló (27 de novembre de 1994) és un polític català, alcalde de l'Ametlla del Vallès des de juny de 2023.

## Biografia
Va estudiar Enginyeria Industrial a la Universitat Politècnica de Catalunya i va complementar els seus estudis amb un Màster en Economia per la Universitat de Barcelona (UB) i un altre a la Universitat de Copenhaguen. Posteriorment ha treballat en una empresa catalana del sector ferroviari, en una multinacional del sector de l’automoció i com a professor d’economia a la Universitat Autònoma de Barcelona.
Regidor a l'oposició des de 2017, inicialment amb Esquerra Republicana, es va presentar en solitari amb la llista Ametlla't a les eleccions municipals del maig de 2023, i va obtenir 6 dels 13 regidors. Va ser investit alcalde el 17 de juny de 2023. L'oposició municipal la realitza Junts per Catalunya i Esquerra Republicana.
Dins del seu pla de govern va anunciar un nou pla urbanístic, la millora de la via pública, el nou model de recollida selectiva de residus o la recuperació de l’activitat del complex esportiu municipal de Can Camp.
Al maig de 2023, en plena campanya electoral, un desconeguts van trencar el vidre del seu cotxe, li van regirar per dins i li van deixar una nota dient "Vamos a por tí".
L'octubre de 2023 uns desconeguts van accedir al seu pis i regirar-lo mentre ell era en un ple municipal.